# One for Sorrow
One for Sorrow peti je studijski album finskog melodičnog death metal sastava Insomnium. Diskografska kuća Century Media Records objavila ga je 25. listopada 2011. Prvo je izdanje sastava koje objavilo Century Media. Glazbeni spotovi snimljeni su za pjesme "One for Sorrow", "Through the Shadows", "Only One Who Waits", "Regain the Fire" i "Weather the Storm".

## Popis pjesama
| 1.    | »Inertia«                              | Ville Friman  | Friman                       | 3:43 |
| 2.    | »Through the Shadows«                  | Friman        | Friman                       | 4:31 |
| 3.    | »Song of the Blackest Bird«            | Niilo Sevänen | Sevänen, Friman, Ville Vänni | 7:29 |
| 4.    | »Only One Who Waits«                   | Sevänen       | Friman                       | 5:17 |
| 5.    | »Unsung«                               | Sevänen       | Friman, Sevänen              | 5:04 |
| 6.    | »Every Hour Wounds«                    | Friman        | Friman                       | 5:25 |
| 7.    | »Decoherence« (instrumentalna skladba) |               | Friman                       | 3:18 |
| 8.    | »Lay the Ghost to Rest«                | Friman        | Friman                       | 7:46 |
| 9.    | »Regain the Fire«                      | Friman        | Friman                       | 4:27 |
| 10.   | »One for Sorrow«                       | Friman        | Friman                       | 6:07 |
| 53:07 |                                        |               |                              |      |

| Bonus pjesme na ograničenom izdanju | Bonus pjesme na ograničenom izdanju | Bonus pjesme na ograničenom izdanju | Bonus pjesme na ograničenom izdanju | Bonus pjesme na ograničenom izdanju | Bonus pjesme na ograničenom izdanju | Bonus pjesme na ograničenom izdanju | Bonus pjesme na ograničenom izdanju | Bonus pjesme na ograničenom izdanju | Bonus pjesme na ograničenom izdanju |
| Br.                                 | Skladba                             | Tekstopisac                         | Skladatelj                          | Trajanje                            |                                     |                                     |                                     |                                     |                                     |
| ----------------------------------- | ----------------------------------- | ----------------------------------- | ----------------------------------- | ----------------------------------- | ----------------------------------- | ----------------------------------- | ----------------------------------- | ----------------------------------- | ----------------------------------- |
| 11.                                 | »Weather the Storm«                 | Friman                              | Friman                              | 4:55                                |                                     |                                     |                                     |                                     |                                     |
| 59:02                               |                                     |                                     |                                     |                                     |                                     |                                     |                                     |                                     |                                     |

| Bonus pjesme na japanskom izdanju | Bonus pjesme na japanskom izdanju             | Bonus pjesme na japanskom izdanju | Bonus pjesme na japanskom izdanju | Bonus pjesme na japanskom izdanju | Bonus pjesme na japanskom izdanju | Bonus pjesme na japanskom izdanju | Bonus pjesme na japanskom izdanju | Bonus pjesme na japanskom izdanju | Bonus pjesme na japanskom izdanju |
| Br.                               | Skladba                                       | Tekstopisac                       | Skladatelj                        | Trajanje                          |                                   |                                   |                                   |                                   |                                   |
| --------------------------------- | --------------------------------------------- | --------------------------------- | --------------------------------- | --------------------------------- | --------------------------------- | --------------------------------- | --------------------------------- | --------------------------------- | --------------------------------- |
| 11.                               | »Weather the Storm«                           | Friman                            | Friman                            | 4:55                              |                                   |                                   |                                   |                                   |                                   |
| 12.                               | »Beyond the Horizon« (instrumentalna skladba) | Friman                            | Friman                            | 5:11                              |                                   |                                   |                                   |                                   |                                   |
| 63:13                             |                                               |                                   |                                   |                                   |                                   |                                   |                                   |                                   |                                   |

## Zasluge
| Insomnium - Markus Hirvonen – bubnjevi - Ville Friman – gitara, klavijature, čisti vokal - Niilo Sevänen – vokal, bas-gitara - Ville Vänni – gitara Dodatni glazbenici - Mikael Stanne – vokal (na pjesmi "Weather the Storm") - Aleksi Munter – klavijature | Ostalo osoblje - Daniel Antonsson – solo-gitara (na pjesmi "Only One Who Waits"), snimanje (gitare) - Wille Naukkarinen – umjetnički smjer, ilustracije - Samu Oittinen – produkcija, snimanje (bubnjeve, bas-gitare, akustične gitare, vokali), miks - Minerva Pappi – mastering - Kenneth Lehtinen – fotografije - Hannu Honkonen – snimanje (klavijature) |